# Biblioteca química
Una biblioteca química o biblioteca de compuestos es una colección de químicos almacenados usualmente utilizados en proyecciones de alto impacto o en la industria. Una biblioteca química consiste, en términos simples, en una serie de químicos almacenados que contienen información asociada en alguna base de datos acerca de su estructura, pureza, cantidad y características fisicoquímicas.

## Propósito
En el descubrimiento de fármacos mediante proyecciones de alto impacto, es deseable que se analice un objetivo biológico frente una selección de sustancias químicas que puedan aprovechar al máximo todo el espacio químico disponible. El espacio químico de todas las posibles estructuras químicas es extraordinariamente grande. La mayoría de las bibliotecas químicas usualmente no tienen un espacio químico completo debido al tamaño del almacenamiento y a cuestiones relacionadas al costo. Sin embargo, debido a que una gran parte de las interacciones moleculares no pueden ser predichas, mientras más grande sea el espacio químico muestreado en la biblioteca, mayores serán las probabilidades de encontrar un "éxito": un químico con una interacción apropiada en un modelo biológico que puede dar origen a un fármaco.
Un ejemplo de bibliotecas químicas en el descubrimiento de fármacos sería una serie de químicos que, se sabe, inhiben quinasas; o en un ejemplo de procesos industriales, sería un conjunto de catalizadores que, se sabe, polimerizan resinas.

## Generación de bibliotecas químicas
Las bibliotecas químicas usualmente se generan para un objetivo específico y se pueden hacer bibliotecas más grandes para diversos usos o más pequeñas para almacenarse en el mismo lugar. En el proceso de descubrimiento de fármacos, se utiliza un amplio rango de sustancias orgánicas para probar en modelos de enfermedades. Por lo tanto, la mayoría de la síntesis química requerida en este campo está basada en la química orgánica. Una compañía interesada en investigar los inhibidores de quinasas en el cáncer pueden limitar sus bibliotecas y la síntesis a únicamente los tipos de químicos que se sabe tienen afinidad por los sitios de unión en el ATP o sitios alostéricos.
A pesar de esto, generalmente las bibliotecas químicas se enfocan en grandes grupos de series de sustancias orgánicas donde un profesional químico puede hacer variaciones sobre el mismo andamiaje molecular o sobre el propio esqueleto químico. Algunos químicos pueden ser comprados a terceros y ser incluidos en una biblioteca interna.
Dependiendo del alcance y diseño, las bibliotecas pueden ser clasificadas como diversamente orientadas: similar a un fármaco, similar a un compuesto principal, mimetismo peptídico, similar a productos naturales, etc. Entre las bibliotecas de compuestos son especialmente notables las bibliotecas basadas en fragmentos, usadas principalmente para el descubrimiento de fármacos basados en fragmentos.

## Diseño y optimización
Las bibliotecas químicas son usualmente diseñadas por químicos y quimioinformáticos y sintetizadas por químicos orgánicos y químicos medicinales. El método de generación de bibliotecas depende del proyecto y hay muchos factores a considerar al utilizar métodos racionales para la selección. Normalmente, un conjunto de sustancias se prueban sobre un objetivo particular o modelo de enfermedad y los éxitos preliminares, o los químicos que muestran la actividad deseada vuelven a ser probados para verificar su actividad. Una vez que se clasifican como éxitos por su repetibilidad y actividad, son registrados y analizados. Las similitudes entre los diferentes grupos son estudiadas para encontrar un subespacio químico particular. Adicionalmente, se puede requerir la optimización de la biblioteca en la parte activa del subespacio. Cuando se necesita, se llevan a cabo más síntesis para extender la biblioteca con compuestos similares a los éxitos originales. La nueva selección de compuestos vuelven a ser probados con modelos más sofisticados para una validación posterior. 

## Almacenaje y administración
El espacio químico de todas las posibles sustancias es grande e incrementa exponencialmente con el tamaño de la molécula. La mayoría de las bibliotecas no tienen un espacio químico completo debido al tamaño de almacenamiento y al costo.
Debido al precio y trabajo involucrado en la síntesis química, las sustancias deben ser almacenadas correctamente para prevenir su degradación. Cada sustancia tiene un tiempo de vida útil diferente y requerimientos de almacenamiento diferentes. En una biblioteca de tamaño considerable, existe un calendario que establece un desecho y reposición constante de las sustancias. Algunos químicos inestables, radioactivos, volátiles o flamables deben ser almacenados bajo condiciones especiales de acuerdo con los estándares de cada país.

## Lecturas relacionadas
- Ian Yates. Compound Management comes of age. Drug Discovery World Spring 2003 p35-43 Archivado el 29 de septiembre de 2007 en Wayback Machine.
- Archer JR. History, evolution, and trends in compound management for high-throughput screening. Assay Drug Dev Technol. 2004 Dec;2(6):675-81
- Casey R. Designing Chemical Compound Libraries for Drug Discovery. Business Intelligence Network December 1, 2005.
- GLARE - A free open source software for combinatorial library design.
- Some examples of Chemical libraries for Drug Discovery